# DNT (음악 그룹)
DNT는 대한민국의 음악 그룹이다.

## 내력
2008년에 대한민국에서 데뷔했다. 대표이사는 오렌지엔터테인먼트 오용범이며,2011년 6월 11일과 12일에는 신오쿠보의 라이브하우스 세이치에서 일본에서 최초로 라이브 공연을 하였다.

## 멤버
- 준용 (문준용)
- 태랑 (박병규)
- 치호 (정치호)
- 정조 (이정조)

## 음반 목록
- 두사람 그리고 그후 (2008)
- 디엔티 앤 유 (DNT And You) (2009)
- 정신없이 예뻐 (2009)
- 가슴이 사랑하는 법 (2009)
- 노크노크 (2010)
- Time Is (2011)
- Tumbler (2016)
- 이 노래를 마주친다면 (2017)
- White Propose (2017)
- 봄날의 기적 (2019)
- MINE (2019)